# Narodowa Rada Tymczasowa
Narodowa Rada Tymczasowa (także: Przejściowa Rada Narodowa, Tymczasowa Rada Narodowa, Libijska Rada Narodowa; arab. المجلس الوطني الانتقالي, Al-Majlis al-Waṭanī al-Intiqālī) – ciało powołane 5 marca 2011 w Bengazi przez przeciwników reżimu Muammara al-Kaddafiego podczas wojny domowej w Libii, pełniące funkcję organu władzy do 8 sierpnia 2012.

## Pierwsze działania na rzecz utworzenia rządu
15 lutego 2011 w Libii rozpoczęły się antyrządowe protesty przeciwko władzy wieloletniego przywódcy kraju Muammara al-Kaddafiego, które z czasem przybrały formę powstania i walki zbrojnej.
Jedne z pierwszych działań na rzecz utworzenia własnych władz powstańcy podjęli 24 lutego 2011, kiedy w wyzwolonym mieście Al-Bajda odbyło się spotkanie grupy opozycyjnych polityków, byłych oficerów wojskowych i przywódców plemiennych pod przywództwem Mustafy Muhammada Abd ad-Dżalila. Ad-Dżalil odmówił prowadzenia rozmów z Kaddafim i wezwał go do rezygnacji z władzy. Podczas spotkania, na podium została rozwieszona libijska flaga używana w latach 1951–1969.

## Powstanie Narodowej Rady Tymczasowej

Flaga Libii wprowadzona przez Narodową Radę Tymczasową

5 marca 2011 w mieście Bengazi powstańcy oficjalnie powołali do życia Narodową Radę Tymczasową, składającą się z 31 członków reprezentujących miasta i regiony wyzwolone spod władzy Muammara al-Kaddafiego. Na czele Rady stanął były minister sprawiedliwości Mustafa Muhammad Abd ad-Dżalil. Rada uznała się za jedynego reprezentanta całej Libii i zamierzała realizować cele powstania aż do ostatecznego oswobodzenia kraju spod władzy pułkownika Kaddafiego. Swoją legitymizację czerpała od komitetów miejskich zakładanych w pierwszych dniach powstania w miastach zdobytych przez siły powstańcze.
10 marca 2011 Francja jako pierwsze państwo uznała Narodową Radę Tymczasową za legalne władze Libii.
23 marca 2011 Rada powołała własny rząd tymczasowy na czele z Mahmudem Dżibrilem.
Wraz z ofensywą powstańców, wspieranych z powietrza przez siły NATO, wzrastało uznanie międzynarodowe dla Narodowej Rady Tymczasowej. 23 sierpnia 2011 powstańcy zdobyli kwaterę Kaddafiego w Trypolisie, zmuszając go do ucieczki, a Rada efektywnie (de facto) przejęła władzę w kraju
8 sierpnia 2012 w Trypolisie odbyła się uroczystość przekazania władzy przez Narodową Radę Tymczasową, Zgromadzeniu Narodowemu. Symbolicznie władze na ręce najstarszego członka liczącego 200 deputowanych Zgromadzenia Narodowego Mohammeda Ali Salima przekazał przewodniczący TRN Mustafa ad-Dżalil. Tym samym Zgromadzenie Narodowe wybrane w lipcowej elekcji przejęło konstytucyjne obowiązki kierowania i reprezentowania kraju. Jej pierwszym zadaniem był wybór przewodniczącego, którym 9 sierpnia 2012 został Mohammed Megarjef. Narodowa Rada Tymczasowa została rozwiązana.

## Uznanie międzynarodowe
Libia
     Państwa formalnie uznające Narodową Radę Tymczasową za legalne władze Libii
     Państwa utrzymujące nieformalnie stosunki z Narodową Radą Tymczasową
     Państwa nieuznające Narodowej Rady Tymczasowej

Libia
Państwa formalnie uznające Narodową Radę Tymczasową za legalne władze Libii
Państwa utrzymujące nieformalnie stosunki z Narodową Radą Tymczasową
Państwa nieuznające Narodowej Rady Tymczasowej

10 marca Francja uznała Narodową Radę Tymczasową za jedynego prawomocnego przedstawiciela narodu libijskiego i zapowiedziała wysłanie do Bengazi swojego ambasadora oraz przyjęcie ambasadora NRT w Paryżu. 11 marca na szczycie UE dotyczącym sytuacji w Libii kanclerz Niemiec ogłosiła, że rząd niemiecki nie uznaje już Kaddafiego za partnera do rozmów w Libii. Kierujące pracami UE Węgry zapowiedziały zamrożenie aktywów koncernów naftowych i gazowych.
28 marca Katar, jako drugie państwo uznało Narodową Radę Tymczasową za przedstawiciela państwa libijskiego. 3 kwietnia Malediwy, a dzień później Włochy uznały Tymczasową Radę Narodową za jedyną legalną władzę w Libii. Katar ogłosił, iż pozytywnie rozważył prośbę rebeliantów o dozbrajanie bojówek 13 kwietnia ten rząd w Bengazi uznał Kuwejt, natomiast 22 kwietnia Gambia.
5 maja rebelianci podali, że Tymczasową Radę Narodową uznały Hiszpania, Dania i Holandia. Ministerstwa Spraw Zagranicznych Danii i Hiszpania zaprzeczyły, jakoby formalnie uznały rząd rebeliantów. Do początku maja rząd z Bengazi uznały Francja (10 marca), Katar (28 marca), Malediwy (3 kwietnia), Włochy (4 kwietnia), Kuwejt (13 kwietnia) oraz Gambia (22 kwietnia).
23 maja Turcja (nieformalnie), 24 maja Jordania oraz Rosja (nieformalnie), a 28 maja Senegal, uznały Tymczasową Radę Narodową za jedyną legalną władzę Libii. 8 czerwca rząd hiszpański uznał Narodową Radę Tymczasową za jedynego prawowitego reprezentanta Libii. Dzień później władze w Bengazi uznała Australia.
12 czerwca Zjednoczone Emiraty Arabskie, a dzień później Niemcy oficjalnie uznały władze powstańcze w Bengazi jako jedyny legalny libijski organ władzy. Dzień później to samo uczyniła Kanada. 22 czerwca Dania uznała powstańców za reprezentantów Libii na arenie międzynarodowej. Z kolei 28 czerwca Bułgaria i Chorwacja uznały tymczasową Narodową Radę Libijską.
3 lipca Turcja uznała Tymczasową Radę Narodową. 8 lipca ten krok wykonała Polska. 13 lipca Belgia, Luksemburg i Holandia uznały Narodową Radę Libijską. Dwa dni później Japonia i Stany Zjednoczone uznały formalnie Tymczasową Radę Narodową podczas obrad grupy kontaktowej w Stambule.
18 lipca Albania uznała rząd powstańczy, 20 lipca Słowenia, a dnia kolejnego Czarnogóra.
27 lipca Wielka Brytania uznała oficjalnie rząd w Bengazi i nakazała wydalenie libijskich dyplomatów z Londynu. 9 sierpnia przedstawiciel Tymczasowej Rady Narodowej oficjalnie objął stanowisko libijskiego ambasadora w Londynie.
28 lipca Portugalia uznała Narodową Radę Tymczasową. Ten sam krok 11 sierpnia podjęła Botswana, a dzień później Gabon. 20 sierpnia Tunezja uznała władze powstańcze za jedyne legalne przedstawicielstwo społeczeństwa libijskiego, a dwa dni później Egipt.
23 sierpnia Bahrajn, Maroko, Irak i Nigeria uznały Narodową Radę Libijską za prawowite władze Libii.
Dodatkowo kolejne państwa, a także organizacje międzynarodowe, nieformalnie poparły Radę i utrzymywały z nią stosunki, m.in. Turcja, Grecja, Irlandia, a także Liga Państw Arabskich, Rada Współpracy Zatoki Perskiej, oraz Unia Europejska.
26 sierpnia Narodowa Rada Tymczasowa przeniosła oficjalnie swoją siedzibę z Bengazi do Trypolisu. 12 września Radę uznały Chiny.
16 września 2011 została oficjalnie uznana przez ONZ, a jej przedstawiciel uzyskał mandat w Zgromadzeniu Ogólnym.
|    | Państwo                       | Data uznania     | Lp. | Państwo                      | Data uznania         |
| -- | ----------------------------- | ---------------- | --- | ---------------------------- | -------------------- |
| 1  | Francja                       | 10 marca 2011    | 54  | Burkina Faso                 | 24 sierpnia 2011     |
| 2  | Katar                         | 28 marca 2011    | 55  | Kolumbia                     | 25 sierpnia 2011     |
| 3  | Malediwy                      | 3 kwietnia 2011  | 56  | Serbia                       | 25 sierpnia 2011     |
| 4  | Włochy                        | 4 kwietnia 2011  | 57  | Bośnia i Hercegowina         | 25 sierpnia 2011     |
| 5  | Kuwejt                        | 13 kwietnia 2011 | 58  | Mongolia                     | 25 sierpnia 2011     |
| 6  | Gambia                        | 22 kwietnia 2011 | 59  | Wybrzeże Kości Słoniowej     | 25 sierpnia 2011     |
| 7  | Jordania                      | 24 maja 2011     | 60  | Macedonia                    | 25 sierpnia 2011     |
| 8  | Senegal                       | 28 maja 2011     | 61  | Dżibuti                      | 25 sierpnia 2011     |
| 9  | Hiszpania                     | 8 czerwca 2011   | 62  | Cypr                         | 26 sierpnia 2011     |
| 10 | Australia                     | 9 czerwca 2011   | 63  | Malezja                      | 26 sierpnia 2011     |
| 11 | Zjednoczone Emiraty Arabskie  | 12 czerwca 2011  | 64  | Rwanda                       | 26 sierpnia 2011     |
| 12 | Niemcy                        | 13 czerwca 2011  | 65  | Estonia                      | 26 sierpnia 2011     |
| 13 | Kanada                        | 14 czerwca 2011  | 66  | Benin                        | 26 sierpnia 2011     |
| 14 | Panama                        | 14 czerwca 2011  | 67  | Niger                        | 27 sierpnia 2011     |
| 15 | Austria                       | 18 czerwca 2011  | 68  | Togo                         | 27 sierpnia 2011     |
| 16 | Łotwa                         | 20 czerwca 2011  | 69  | Kosowo                       | 27 sierpnia 2011     |
| 17 | Litwa                         | 20 czerwca 2011  | 70  | Gwinea                       | 28 sierpnia 2011     |
| 18 | Dania                         | 22 czerwca 2011  | 71  | Czechy                       | 29 sierpnia 2011     |
| 19 | Republika Zielonego Przylądka | 26 czerwca 2011  | 72  | Filipiny                     | 30 sierpnia 2011     |
| 20 | Bułgaria                      | 28 czerwca 2011  | 73  | Słowacja                     | 30 sierpnia 2011     |
| 21 | Chorwacja                     | 28 czerwca 2011  | 74  | Armenia                      | 31 sierpnia 2011     |
| 22 | Turcja                        | 3 lipca 2011     | 75  | Rosja                        | 1 września 2011      |
| 23 | Polska                        | 8 lipca 2011     | 76  | Finlandia                    | 1 września 2011      |
| 24 | Luksemburg                    | 13 lipca 2011    | 77  | Rumunia                      | 1 września 2011      |
| 25 | Belgia                        | 13 lipca 2011    | 78  | Ukraina                      | 1 września 2011      |
| 26 | Holandia                      | 13 lipca 2011    | 79  | Azerbejdżan                  | 2 września 2011      |
| 27 | Japonia                       | 15 lipca 2011    | 80  | Botswana                     | 2 września 2011      |
| 28 | Stany Zjednoczone             | 15 lipca 2011    | 81  | Kazachstan                   | 5 września 2011      |
| 29 | Albania                       | 18 lipca 2011    | 82  | Komory                       | 5 września 2011      |
| 30 | Słowenia                      | 20 lipca 2011    | 83  | Republika Środkowoafrykańska | 5 września           |
| 31 | Czarnogóra                    | 21 lipca 2011    | 84  | Seszele                      | 7 września 2011      |
| 32 | Wielka Brytania               | 27 lipca 2011    | 85  | Ghana                        | 9 września 2011      |
| 33 | Portugalia                    | 28 lipca 2011    | 86  | Chińska Republika Ludowa     | 12 września 2011     |
| 34 | Gabon                         | 19 sierpnia 2011 | 87  | Afganistan                   | 13 września 2011     |
| 35 | Tunezja                       | 20 sierpnia 2011 | 88  | Wietnam                      | 14 września 2011     |
| 36 | Egipt                         | 22 sierpnia 2011 | 89  | Kostaryka                    | 16 września 2011     |
| 37 | Nowa Zelandia                 | 22 sierpnia      | 90  | Chile                        | 16 września 2011     |
| 38 | Maroko                        | 22 sierpnia 2011 | 91  | Republika Chińska            | 16 września 2011     |
| 39 | Irlandia                      | 22 sierpnia 2011 | 92  | Indie                        | 17 września 2011     |
| 40 | Palestyna                     | 22 sierpnia 2011 | 93  | Iran                         | 18 września 2011     |
| 41 | Oman                          | 23 sierpnia 2011 | 94  | Południowa Afryka            | 20 września 2011     |
| 42 | Bahrajn                       | 23 sierpnia 2011 | 95  | Uganda                       | 21 września 2011     |
| 43 | Nigeria                       | 23 sierpnia 2011 | 96  | Algieria                     | 24 września 2011     |
| 44 | Irak                          | 23 sierpnia 2011 | 97  | Szwecja                      | 24 września 2011     |
| 45 | Norwegia                      | 23 sierpnia 2011 | 98  | Kenia                        | 24 września 2011     |
| 46 | Liban                         | 23 sierpnia 2011 | 99  | Szwajcaria                   | 29 września 2011     |
| 47 | Malta                         | 23 sierpnia 2011 | 100 | Jamajka                      | 29 września 2011     |
| 48 | Grecja                        | 23 sierpnia 2011 | 101 | Somalia                      | 30 września 2011     |
| 49 | Korea Południowa              | 24 sierpnia 2011 | 102 | Bangladesz                   | 13 października 2011 |
| 50 | Sudan                         | 24 sierpnia 2011 | 103 | Watykan                      | 20 października 2011 |
| 51 | Czad                          | 24 sierpnia 2011 | 104 | Pakistan                     | 3 listopada 2011     |
| 52 | Węgry                         | 24 sierpnia 2011 | 105 | Mauretania                   | 25 listopada 2011    |
| 53 | Etiopia                       | 24 sierpnia 2011 | 106 | Erytrea                      | 30 listopada 2011    |

| Lp. | Państwo       | Lp. | Państwo          |
| --- | ------------- | --- | ---------------- |
| 1   | Andora        | 16  | Meksyk           |
| 2   | Argentyna     | 17  | Mołdawia         |
| 3   | Belize        | 18  | Monako           |
| 4   | Brazylia      | 19  | Paragwaj         |
| 5   | Brunei        | 20  | Peru             |
| 6   | Fidżi         | 21  | Saint Lucia      |
| 7   | Gruzja        | 22  | San Marino       |
| 8   | Gwatemala     | 23  | Singapur         |
| 9   | Islandia      | 24  | Sri Lanka        |
| 10  | Izrael        | 25  | Sudan Południowy |
| 11  | Jemen         | 26  | Syria            |
| 12  | Liechtenstein | 27  | Tajlandia        |
| 13  | Madagaskar    | 28  | Timor Wschodni   |
| 14  | Mauritius     | 29  | Vanuatu          |